# Aphex Twin
Aphex Twin, valódi nevén Richard D. James (Limerick, 1971. augusztus 18. –) angol techno/ambient/IDM/drum and bass zenész.

## Korai évei
Walesi szülők gyermekeként 1971-ben született Cornwallban. Kiskorától kezdve érdeklődött az elektronika iránt. Egy versenyt azzal nyert meg, hogy Sinclair Spectrum számítógépét a TV-re kötve különböző zajokból dallamokat játszott le, a képernyő színeit pedig ehhez igazította. A helyi rendezvényeken lett DJ és zenész, felvéve az Aphex Twin nevet, melynek első tagja egy jelfeldolgozó berendezéseket gyártó cég neve, második része pedig utalás a halvaszületett ikertestvérére, az eredeti Richard Jamesre. A középső D. a nevében a tőle való megkülönböztetésre szolgál.

## Zenei karrierje
1991-ben alapító tagja lett a Rephlex Recordsnak és megjelentek első lemezei is a belga Mighty Force és R&S Records cégeknél. Rövid időn belül Londonba költözött és további lemezeket jelentetett meg a nagy névnek számító Warp Recordsnál. Számos felkavaró klipet készített, amelyeket Chris Cunningham rendezett (köztük a ’Come to daddy’, amelyet a Music TV rövid időn belül az éjszakai blokkokból is száműzött és – nem véletlenül – a „Valaha készült legfelkavaróbb klip” címmel illet, valamint a nem kevésbé ’erős’ Windowlicker klip).
Munkásságával kitolta a techno, ambient és a drum&bass stílusok határait és hatalmas mennyiségű zenét írt, amelyek legtöbbje kiadatlan. Zenéinek hatása lépten-nyomon fellelhető a mai zenék többségében. A legutóbbi albumán preparált zongorával készített dalok is szerepelnek, John Cage stílusához hasonlóan.
Tulajdonában van egy páncélozott felderítő jármű, egy tengeralattjáró és egy átépített banképület, ahol él és dolgozik. Ma is folytatja a stílusok határain kalandozó zenéinek írását.

### Diszkográfia
- Digeridoo (1992)
- The Aphex Twin (1992)
- Xylem tube EP (1992)

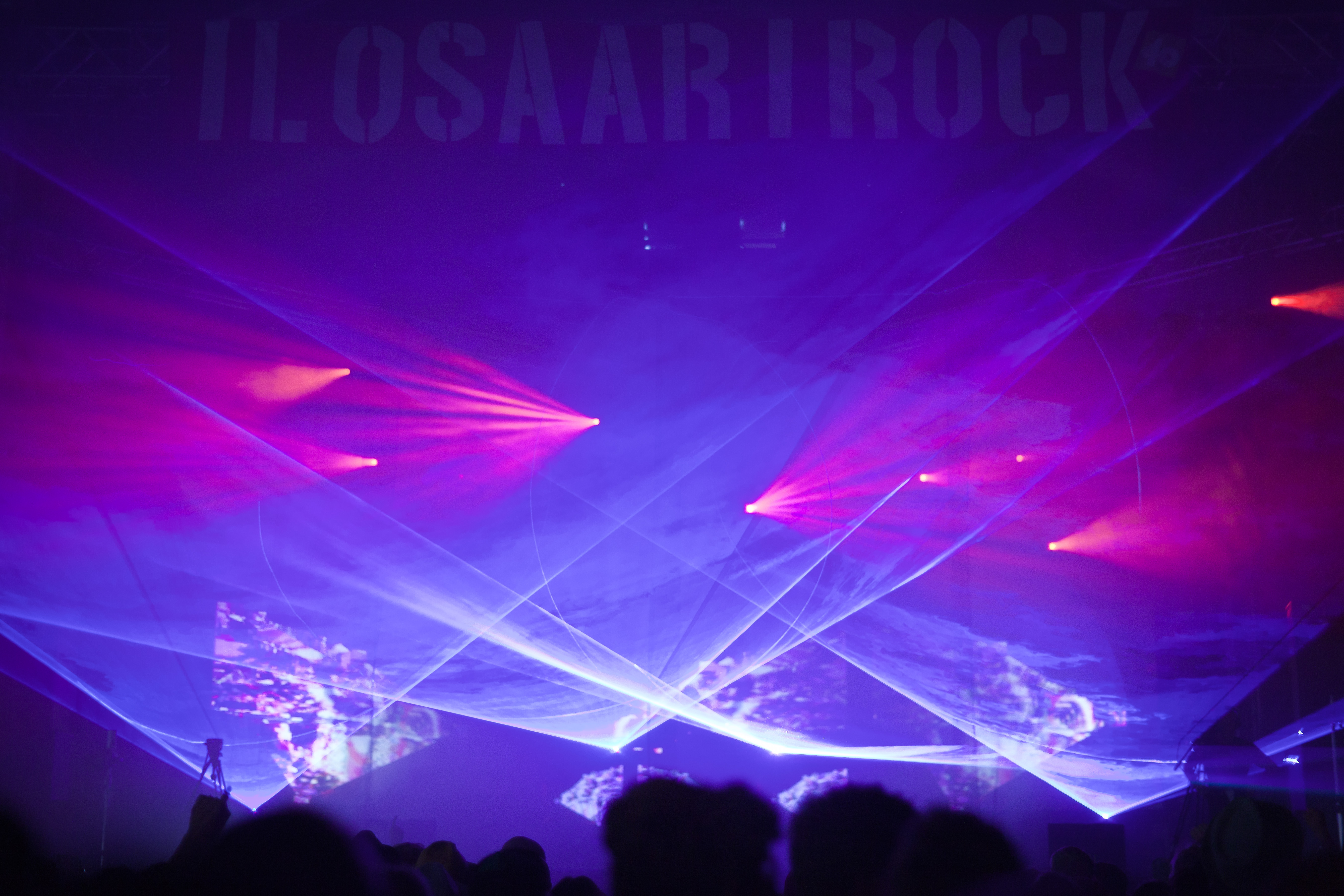
Ilosaarirock Festival 2011

- Selected ambient works 85–92 (1992)
- On / On remixes (1993)
- Selected ambient works vol.2. (1994)
- Words & music (1994)
- Classics (1994)
- …I care because you do (1995)
- Ventolin / Ventolin EP (1995)
- Donkey rhubarb (1995)
- 51/13 Singles collection (1996)
- Girl/Boy EP (1996)
- Richard D James (1996)
- Come to daddy / Remixes EP (1997)
- Windowlicker (1999)
- Drukqs (2001)
- Cock 10 / 54 Cymru beats (promo) (2001)
- 26 mixes for cash (2003)
- Syro (2014)
- Computer Controlled Acoustic Instruments pt2 (2015)
- Cheetah EP (2016)
- Collapse EP (2018)

#### Álnevek alatt
Számos álnév alatt szintén jelentős mennyiségű munkája jelent meg

AFX
- Analogue bubblebath (1991)
- Analogue bubblebath 2 (1991)
- Analogue bubblebath 3 (1993)
- Analogue bubblebath 4 (1994)
- Analogue bubblebath 5 (1995 kiadatlan)
- Hangable auto bulb (1995)
- Hangable auto bulb (1995)
- Analogue bubblebath 3.1 (1997)
- 2 remixes by AFX (2001)
- Chosen Lords (2006)

Brad Strider
- Bradley’s beat (1995)
- Bradley’s robot (1996)

Caustic Window
- Joyrex J4 (1992)
- Joyrex J5 (1992)
- Joyrex J9 (1993)
- Compilation (1998)
- Caustic Window (2014)

GAK
- GAK (1994)

Polygon Window
- Surfing on sine waves (1993, 2001-ben újra kiadva)
- Quoth

Power Pill
- Pac-man (1992)

Q-Chastic
- Q-Chastic EP (1992 kiadatlan)

Valamint
- Universal Indicator: Red (1991)
- Universal Indicator: Green (1995)

The Tuss (2 cd-t adott ki, 2009)